# Proclamation d'émancipation

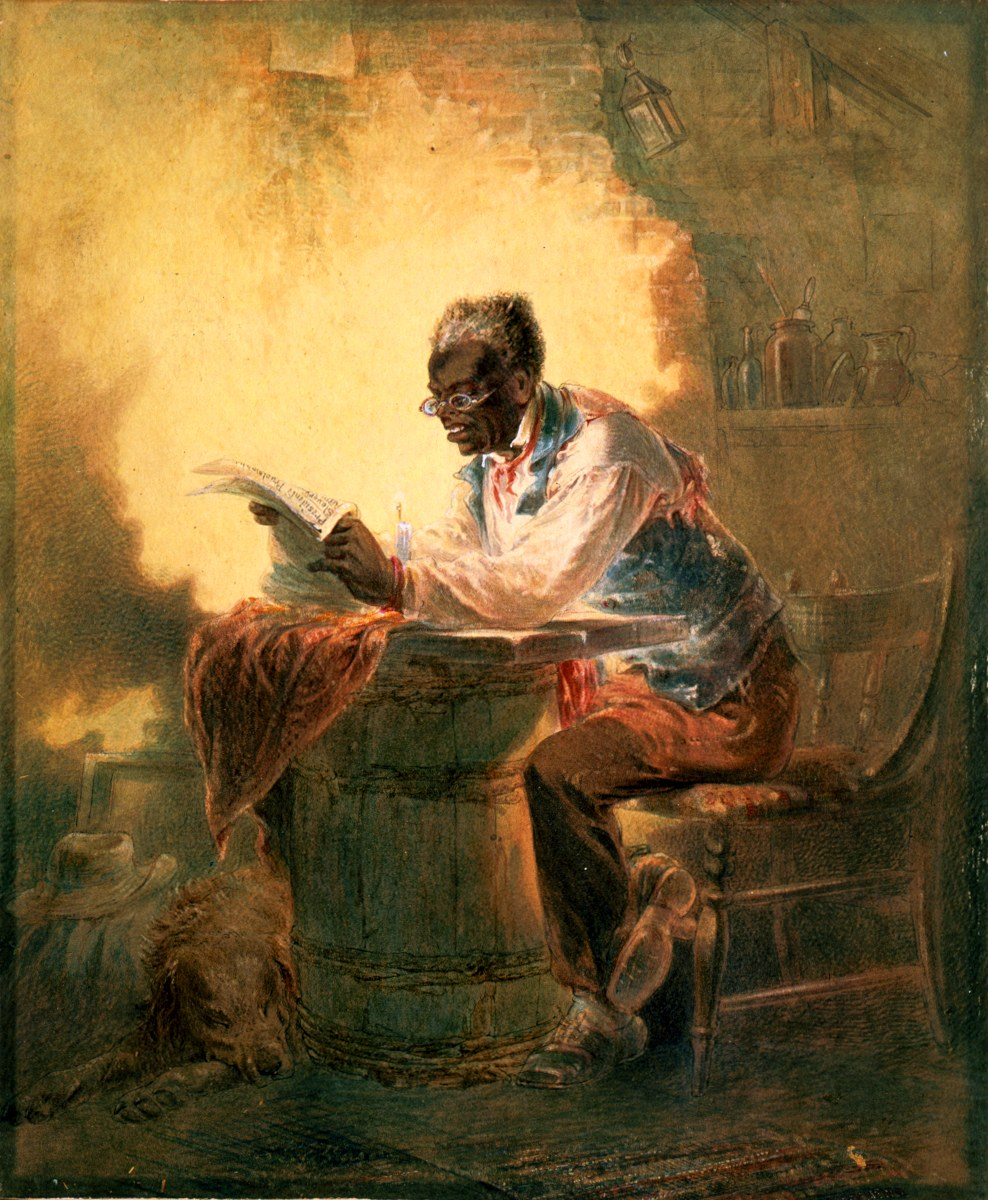
: aquarelle sans titre peinte vers 1863, figurant un homme afro-américain lisant un journal titré Presidential Proclamation, Slavery (Library of Congress, Prints & Photographs Division).

La proclamation d'émancipation (en anglais : Emancipation Proclamation) est la 95e proclamation du président des États-Unis Abraham Lincoln promulguée le 1er janvier 1863 qui abolit l'esclavage sur l'ensemble des États confédérés des États-Unis. Elle désigne deux décrets (executive orders) d'Abraham Lincoln pendant la guerre de Sécession. Le premier, daté du 22 septembre 1862, déclare libre dès le 1er janvier 1863 tout esclave résidant sur le territoire de la Confédération sudiste qui n'est pas sous le contrôle de l'Union. Le second, daté du 1er janvier 1863, désigne explicitement les États concernés. L'abolition de l'esclavage sur l'ensemble des  États-Unis sera effective par l’adoption du Treizième amendement de la Constitution des États-Unis par le Congrès le 6 décembre 1865 suivi de sa ratification en décembre 1865.

## Contexte
La Constitution des États-Unis de 1787 n'utilisait pas le mot « esclavage » ((en) slavery) mais incluait plusieurs dispositions à propos des personnes non-libres. Le compromis des trois cinquièmes partagea les sièges du Congrès en fonction du « nombre total de personnes libres » et de « trois cinquièmes des autres personnes ». Le Fugitive Slave Clause (en) (Article IV, section 2) proclamait qu'« aucune personne ayant une obligation de service ou de travail dans un État » ne serait libérée en fuyant vers un autre État. L'article I, section 9 de la constitution autorisait le Congrès à adopter des lois rendant illégale « l'importation de Personnes », ce qui n'arrivera qu'en 1808. Cependant, pour respecter le cinquième amendement — qui statue que, « aucune personne ne doit être privée de vie, de liberté, ou de propriété sans l'aval de la loi » — les esclaves étaient considérés comme des biens. Bien que les abolitionnistes invoquassent le cinquième amendement contre l'esclavage, le statut de bien pour les esclaves devint partie intégrante de la loi avec Scott v. Sandford, en 1857. Dans la société américaine, l'esclavage était soutenu par la suprématie blanche. Néanmoins, entre 1777 et 1804, tous les États du Nord décidèrent l'abolition immédiate ou progressive de l'esclavage. Aucun État du Sud ne fit de même, et le nombre d'esclaves au sud ne cessa d'augmenter, atteignant environ 4 millions d'esclaves au début de la guerre de Sécession, où la plupart des États esclavagistes firent sécession.
Avant la proclamation, en accord avec le Fugitive Slave Act de 1850, les esclaves échappés étaient soit ramenés à leurs propriétaires, soit gardés dans des camps pour être ensuite rendus à leurs maîtres. La Proclamation s'appliquait seulement aux esclaves des États sous contrôle confédéré.
La position d'Abraham Lincoln vis-à-vis de l’esclavage a évolué, si d'un point de vue personnel il était viscéralement contre l'esclavage, en revanche en tant que président il a dû faire face aux contraintes politiques. Dans un premier temps il mène une politique d'émancipation progressive basée sur le volontariat avec des compensations fédérales, lorsqu'éclate la Guerre de Sécession, il lui faut ménager les états esclavagistes fidèles à l'Union : le Missouri, le Kentucky , le Maryland et le Delaware, il lui fallait également maintenir sa majorité composée de Républicains et de Démocrates, si globalement les Républicains sont anti-esclavagistes, en revanche, les Démocrates du nord sont divisés sur la question.
Des militaires de l'Union avant même la proclamation  délivrent des certificats d'affranchissement à des centaines d’esclaves fugitifs afro-américains, comme le général Samuel Ryan Curtis qui mène campagne dans l'Arkansas, la nouvelle se répand parmi les esclaves de l'Arkansas, les esclaves rejoignent ses troupes motivés par l"espoir d'être libérés et protégés. C'est ainsi que plus de 5 000 anciens esclaves de l'Arkansas se sont enrôlés dans l'armée de l'Union. Des faits similaires se produisent en Virginie avec le général Benjamin F. Butler, qui fait du Fort Monroe le refuge des esclaves fugitifs de la Virginie. Frederik Douglass, encourage l'incorporation des Afro-Américains au sein des armées de l'Union. À la fin de la guerre, plus de 200 000 Afro-Américains auront combattu au sein des armées de l'Union.
Ce sont les incertitudes concernant l'issue de la guerre qui poussent Abraham Lincoln à faire sa proclamation d'émancipation, attendant de celle-ci plusieurs effets : le soulèvement des esclaves dans les états de la Confédération, une mobilisation massive des Afro-Américains pour s'engager dans l'armée de l'Union et un soutien diplomatique des pays européens,.

## Rédaction et publication de la proclamation

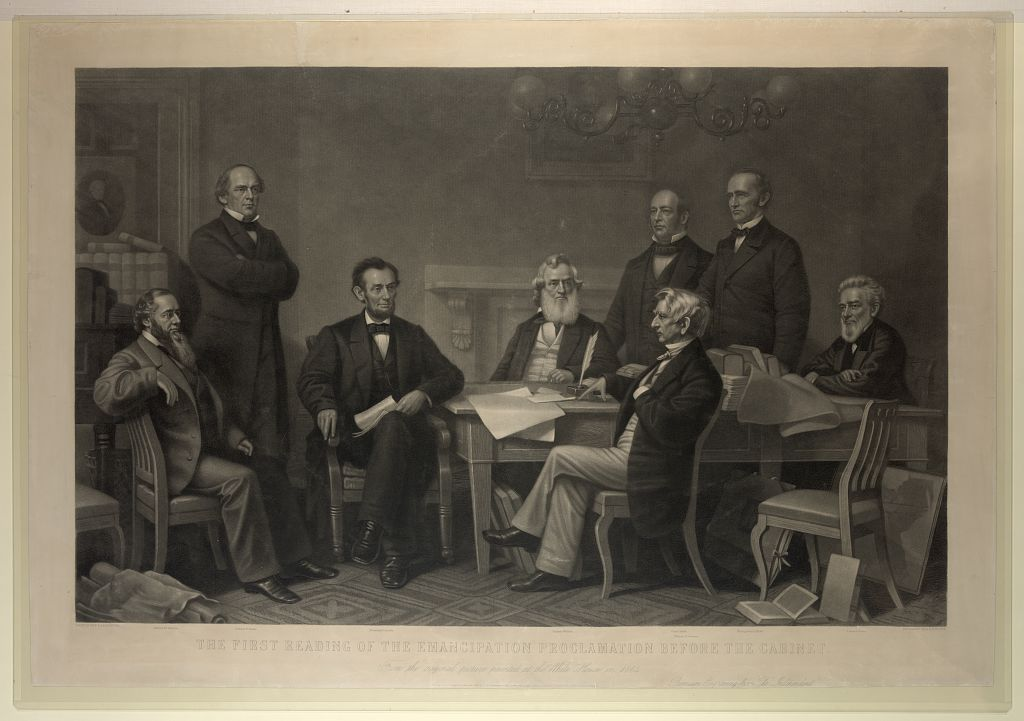
Alexander Hay Ritchie : gravure intitulée The First Reading of the Emancipation Proclamation before the Cabinet (1866), d'après une peinture de F. B. Carpenter (1864), acquise par Lincoln lui-même.

Lincoln parle pour la première fois de la proclamation avec les membres de son cabinet en juillet 1862. Il rédige une première version du document, dite « proclamation préliminaire », puis la lit au secrétaire d'État William Seward ainsi qu'au secrétaire à la Marine Gideon Welles le 13 juillet 1862. Les deux hommes restent abasourdis face à l'audace d'une telle déclaration, Seward avançant notamment qu'elle pourrait causer l'anarchie totale dans le Sud. Neuf jours plus tard, Lincoln présente le document à tous les membres de son cabinet, et leur demande leur opinion à propos de la formulation du texte. Malgré l'appui du secrétaire à la Guerre Edwin Stanton, Seward conseille de ne publier la proclamation qu'après une victoire majeure de l'Union.
Lincoln suit ce conseil, par prudence. Après la victoire de l'Union lors de la bataille d'Antietam du 17 septembre 1862, Lincoln est convaincu qu'il s'agit de la victoire qu'il attendait. Le 22 septembre, il convoque les membres de son cabinet et publie la proclamation préliminaire, énonçant que l'émancipation des esclaves serait prononcée dans tous les États qui ne cesseraient leur rébellion par le 1er janvier 1863. Lincoln aurait affirmé qu'il ferait publier la version finale de la Proclamation d'émancipation si l'Union faisait reculer la Confédération hors du Maryland. Abraham Lincoln publie le 1er janvier 1863 une proclamation dans laquelle il exhorte les états confédérés à rejoindre l'Union, si cette allégeance ne se produit pas alors il proclamera l'émancipation de tous leurs esclaves.

## But et conséquence militaire

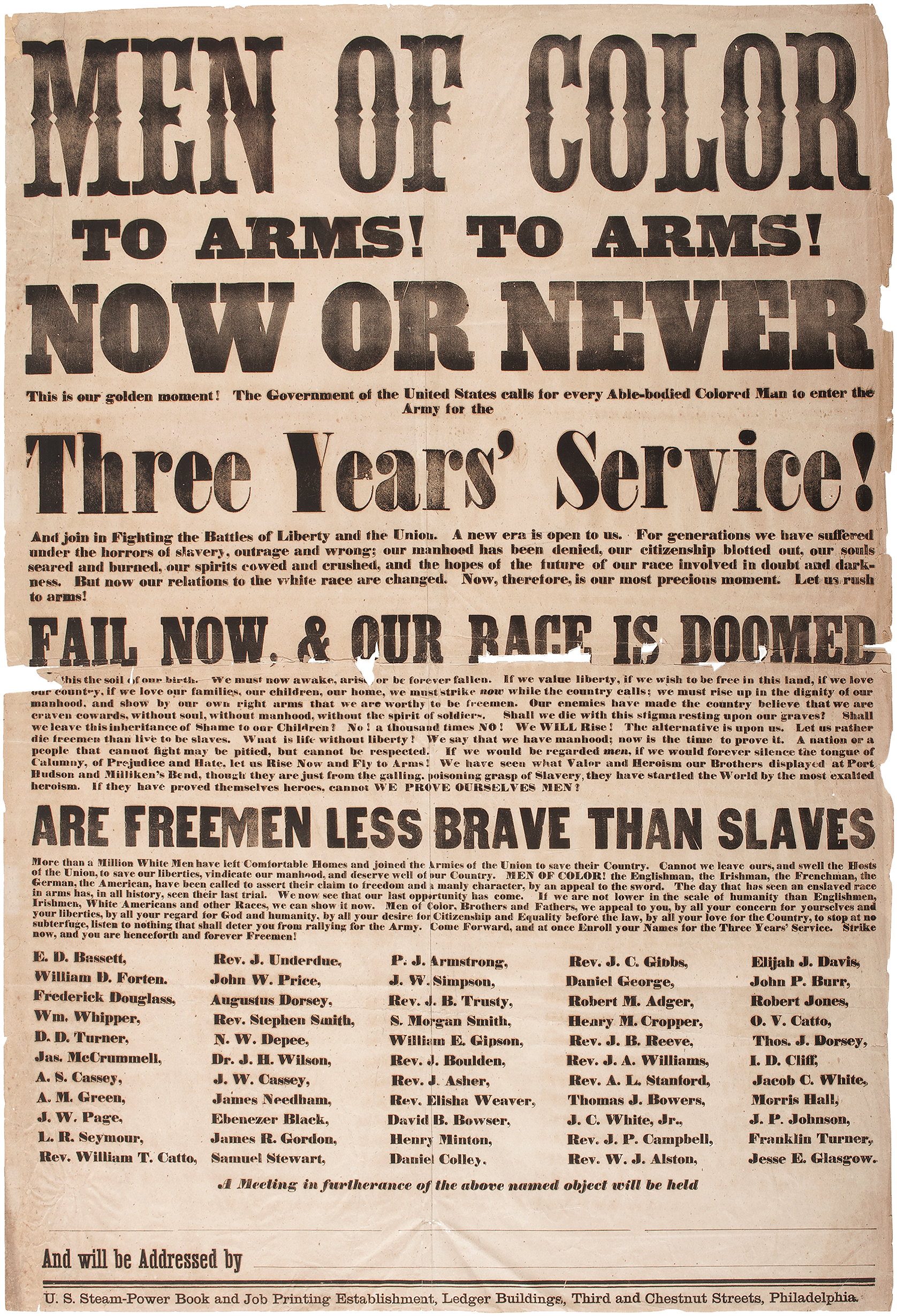
Affiche appelant les « hommes de couleur » à s'enrôler dans l'armée américaine après la Proclamation d'émancipation de 1863. Écrite par Frederick Douglass, elle est signée par 54 dirigeants de la communauté afro-américaine de Philadelphie (Pennsylvanie) où elle est publiée.

La proclamation permit aussi aux anciens esclaves de s'enrôler dans l'armée américaine, et ordonna à l'armée de l'Union de reconnaître et de maintenir la liberté des anciens esclaves. La proclamation ne donna aucune compensation pour les propriétaires, n'interdit pas l'esclavage, et ne garantit pas l'obtention de la citoyenneté américaine aux esclaves affranchis. Cependant, elle fit de l'éradication de l'esclavage un but de guerre clair, en plus de la réunification de l'Union. Entre 20 000 et 50 000 esclaves furent émancipés immédiatement dans les régions déjà libérées de la rébellion. La proclamation ne put être appliquée dans les régions encore sous l'influence de la rébellion, mais au fur et à mesure que l'Union prit le contrôle des régions confédérées, la proclamation fournit un cadre légal pour la libération de plus de 3 millions d'esclaves dans ces régions.
La déclaration est considérée comme un point tournant dans la guerre, puisqu'elle légitime l'idéologie de l'Union dans un cadre légal, ce qui permet aux esclaves des États-Unis d'Amérique d'être libérés au fur et à mesure que les armées de l'Union conquièrent les États confédérés. L'émancipation d'un nombre considérable d'esclaves a permis de renflouer les rangs de l'armée de l'Union. 200 000 Noirs, la plupart d'anciens esclaves, contribuent à la victoire de l'Union en se joignant à l'armée.
La Proclamation d'émancipation permit d'élargir les objectifs de la guerre civile. Bien que la question de l'esclavage fut un problème majeur conduisant à la guerre, la seule mission de Lincoln au commencement du conflit était de maintenir l'intégrité de l'Union. La proclamation fit de l'abolition de l'esclavage un but explicite de l'effort de guerre de l'Union. La proclamation ne fut jamais discutée au parlement. Pour assurer l'abolition de l'esclavage, Lincoln pressa pour le passage du treizième amendement. Les deux tiers des votes du Congrès nécessaires au passage de l'amendement furent réunis le 31 janvier 1865, et l'amendement fut ratifié par les différents États le 6 décembre 1865.

## Autorité

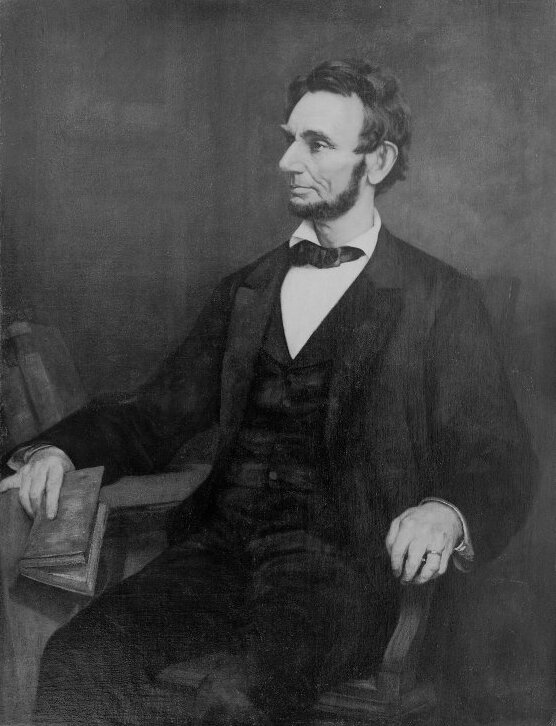
Peinture à l'huile d'un portrait d'Abraham Lincoln, conservé au Brooklyn Museum.

Lincoln comprit que la capacité du gouvernement à abolir l'esclavage était limitée par la constitution qui, avant 1865, laissait soin aux États de légiférer sur la question de l'esclavage. Cependant, Lincoln publia la proclamation sous son autorité de « commandant en chef de l'armée et de la marine » (article II, section 2 de la Constitution des États-Unis). En tant que tel, Lincoln déclare avoir le pouvoir martial de libérer les esclaves des États en sécession « comme une mesure utile et nécessaire pour mettre fin à la dite rébellion ». Lincoln n'avait pas l'autorité de commandant en chef sur les quatre États esclavagistes mais n'ayant pas fait sécession : le Missouri, le Kentucky, le Maryland et le Delaware ne furent donc pas cités dans la proclamation. En Virginie-Occidentale, la cinquième limite de la juridiction de l'Union, l'esclavage était toujours légal mais le processus d'émancipation était engagé. En effet, la Virginie-Occidentale, en janvier 1863, était toujours sous la juridiction du gouvernement provisoire de Virginie, basé à Alexandria, sous contrôle de l'Union (à l'inverse de l’État confédéré de Virginie, basé à Richmond).

## Couverture
La proclamation s'appliquait à dix États toujours en rébellion en 1863, et donc ne couvrait pas les 500 000 esclaves des quatre États esclavagistes n'étant pas entrés en rébellion (le Kentucky, le Maryland, le Delaware et le Missouri, qui furent innommés), ni au Tennessee (innommé mais occupé par les forces de l'Union depuis 1862), ni au Sud de la Louisiane (également occupé). La proclamation excluait également des zones précises comme les comtés de Virginie, qui formerait plus tard la Virginie-Occidentale. D'autres zones déjà sous contrôle des forces de l'Union ne furent pas concernées par la proclamation. L'émancipation dans ces régions prendra effet par des décisions des différents États et/ou à la suite de la signature en décembre 1865 du treizième amendement, qui rend illégal l'esclavage ainsi que la servitude par contrat bilatéral dans tous les territoires des États-Unis.

## Postérité
La proclamation d'émancipation fut attaquée en son temps par les Black Codes pour n'avoir libéré que les esclaves des territoires sur lesquels l'Union n'avait aucun pouvoir effectif. Elle fut cependant un premier pas vers l'abolition de l'esclavage qui fut étendue à la fin de la guerre à l'ensemble des États des États-Unis.